# Skoparnik Bluff
Das Skoparnik Bluff (englisch; bulgarisch връх Скопарник wrach Skoparnik) ist ein 700 m hohes und teilweise unvereistes Kliff auf der Trinity-Halbinsel des Grahamlands im Norden der Antarktischen Halbinsel. Es ragt 3,56 km südlich des Mount Schuyler, 4,88 km südwestlich des Antonov Peak, 6,83 km westlich des Bozveli Peak, 6,89 km nordwestlich des Bezbog Peak, 7,08 km nordnordwestlich des Gurgulyat Peak und 11,52 km ostnordöstlich des Bendida Peak aus den nordöstlichen Ausläufern des Detroit-Plateaus auf. Der Victory-Gletscher liegt südöstlich von ihm.
Deutsche und britische Wissenschaftler nahmen 1996 die Kartierung des Kliffs vor. Die bulgarische Kommission für Antarktische Geographische Namen benannte es 2010 nach dem Berg Skoparnik im bulgarischen Witoschagebirge.